# Trachemys scripta
Espèce
Synonymes
- Testudo scripta Schoepff, 1792
- Testudo serrata Daudin, 1801
- Emys occipitatis Gray in Griffith & Pidgeon, 1830
- Emys vittata Gray, 1830
- Emys elegans Wied, 1839
- Emys troosti Holbrook, 1836
- Emys cumberlandensis Holbrook, 1840
- Emys holbrookii Gray, 1844
- Emys sanguinolenta Gray, 1856
- Trachemys lineata Gray, 1873

Statut de conservation UICN

 LC  : Préoccupation mineure
Trachemys scripta est une espèce de tortues de la famille des Emydidae.

## Répartition
Cette espèce se rencontre originellement dans l'est des États-Unis et dans le nord-ouest du Mexique. La Tortue de Floride (Trachemys scripta elegans) a été introduite dans de nombreux pays.

## Description
Pour pouvoir différencier les sous-espèces de Trachemys scripta, il faut observer la coloration et les formes des bandes situées sur la tempe de la tortue. Ainsi Trachemys scripta scripta aura deux bandes jaunes qui se rejoignent, Trachemys scripta troostii deux bandes jaunes qui ne se rejoignent pas alors que Trachemys scripta elegans aura les tempes rouges.
Le plastron est aussi a observer. En effet, Trachemys scripta elegans aura de plus grosses taches que Trachemys scripta troostii, tandis que Trachemys scripta scripta ne présentera que de toutes petites taches au niveau des écailles gulaires.

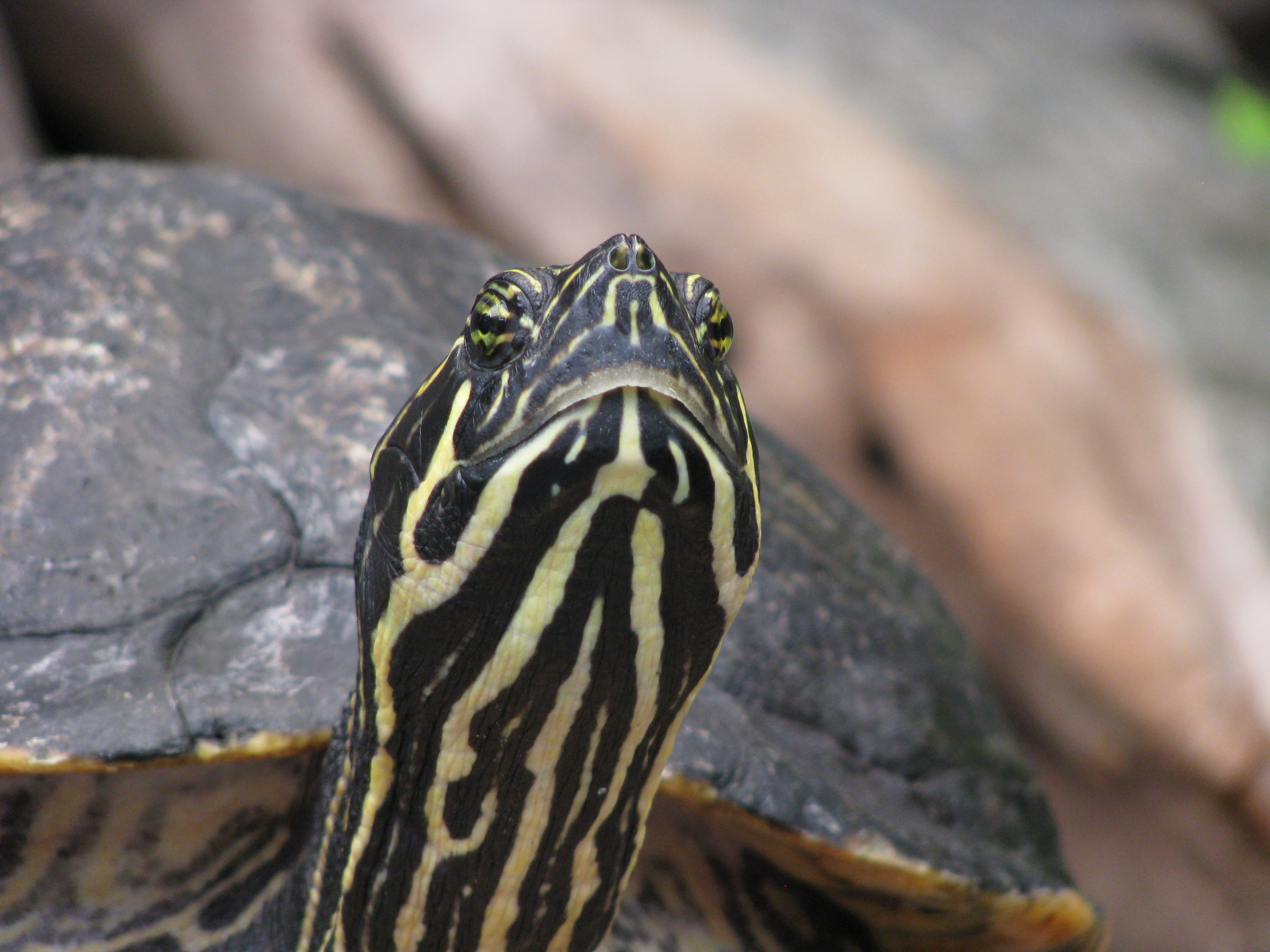
Trachemys scripta scripta
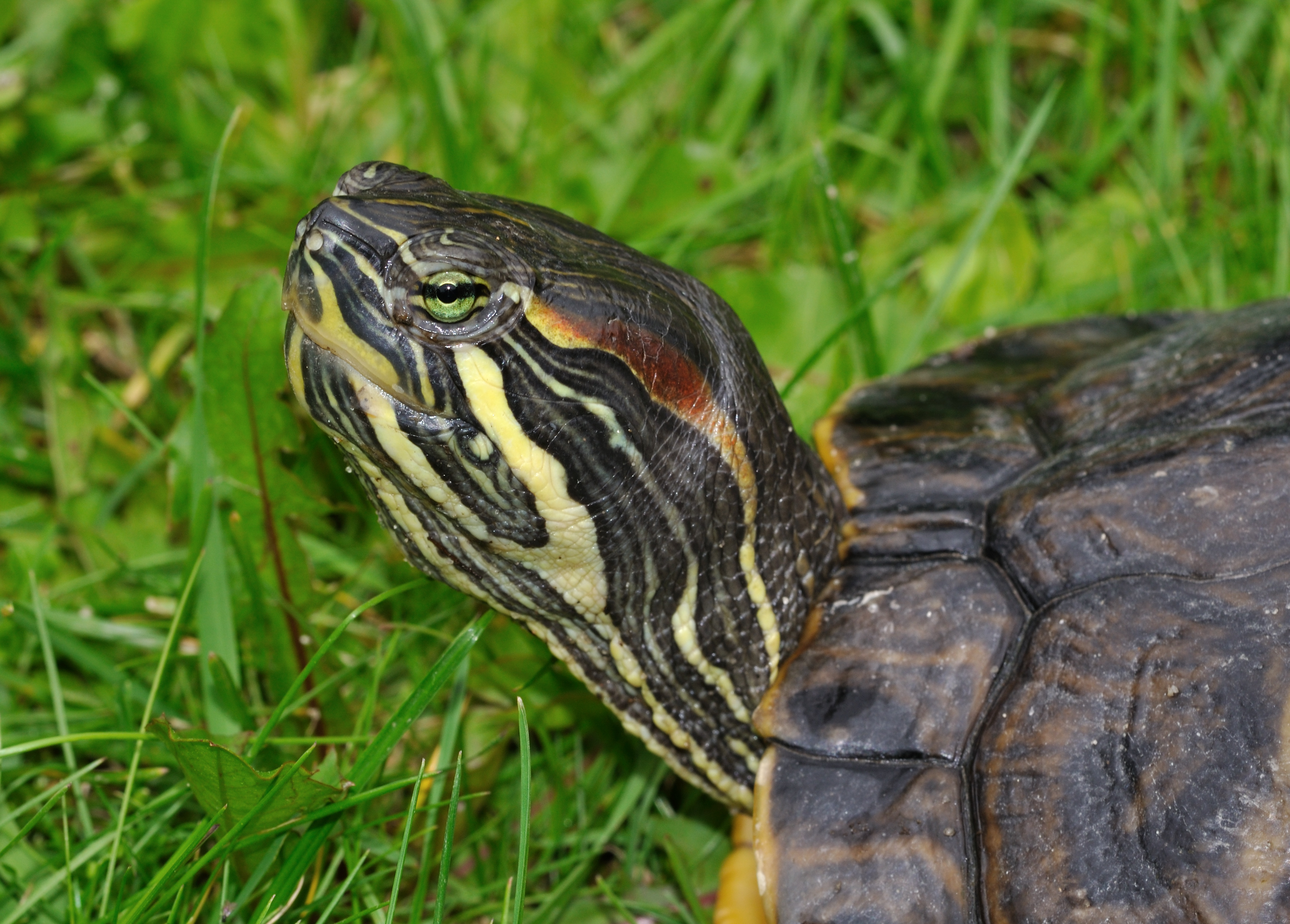
Trachemys scripta troostii
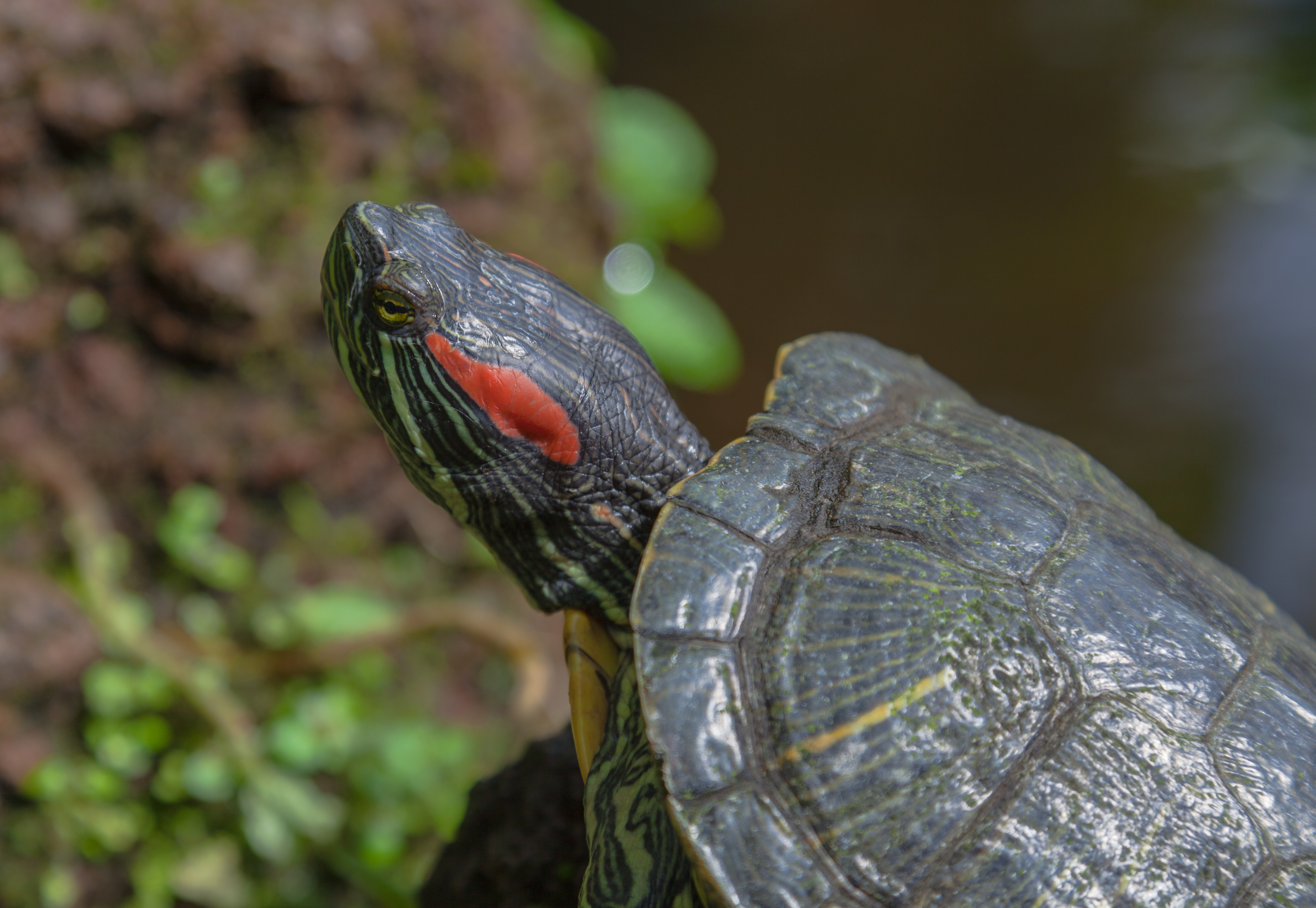
Trachemys scripta elegans

## Espèce invasive
En Europe, Trachemys scripta  est inscrite depuis 2016 dans la liste des espèces exotiques envahissantes préoccupantes pour l’Union européenne. Cela signifie que cette espèce ne peut pas être importée, élevée, transportée, commercialisée, ou libérée intentionnellement dans la nature, et ce nulle part dans l’Union européenne, à moins d'en avoir les autorisations, qui seront spécifiques par pays : pour la France c'est le Certificat de capacité qui ouvre droit à élevage, adoption, reproduction d'espèces y compris EEE, ainsi que le maintien en refuge dédié faune sauvage.

## Liste des sous-espèces
Selon TFTSG (6 juin 2011) :
- Trachemys scripta elegans (Wied-Neuwied, 1839) - Tortue de Floride
- Trachemys scripta scripta (Thunberg, 1792)
- Trachemys scripta troostii (Holbrook, 1836)

## Publications originales
- Holbrook, 1836 : North American herpetology, or, A description of the reptiles inhabiting the United States, vol. 1, p. 1-120 (texte intégral).
- Thunberg in Schoepff, 1792 : Historia Testudinum Iconibus Illustrata. Erlangae, Ioannis Iacobi Palm, p. 1-136 (texte intégral).
- Wied-Neuwied, 1838 : Reise in das innere Nord-America in den jahren 1832 bis 1834.